# Mazzetti di Pietralata
La famiglia Mazzetti di Pietralata è una storica casata romana, originaria del Piemonte.

## Storia della famiglia
La prima notizia certa sulla famiglia è contenuta in un documento del 1263, nel quale è ricordato un "Giacomo de Macetto" di Chieri. Nella loro città d'origine i Mazzetti furono ricchi mercanti e prestatori. All'estero la famiglia detenne un banco di pegno a Besançon tra il 1280 e il 1290 circa; successivamente un ramo della famiglia si stabilì, per motivi economici, nella Bresse (Savoia). Qui si trova un altro "Giacomo" come giudice delle terre dotalizie di Bianca di Borgogna, vedova di Edoardo conte di Savoia, morto nel 1329. Questo Giacomo ebbe vari feudi nella Savoia, dove la sua discendenza si estinse nel XV secolo.
I figli di Domenico Mazzetti di Chieri (Giovanni, Paolo, Nicoletto e Domenico) nel 1440 cessarono l’esercizio dell’attività bancaria per poter essere investiti dal marchese del Monferrato Giangiacomo della terra di Saluggia (presso Vercelli), che essi avevano acquistato dai signori di Montiglio, col patto della successione reciproca nel caso in cui uno di essi fosse morto prima degli altri.
Nel 1442, dopo la morte di Paolo, gli altri fratelli e i figli del defunto (Andrea, Antoniotto e Catalano) acquistarono il feudo di Frinco nell'Astigiano, da Andreotta Turco, vedova di Pietro Isnardi, e figlia ed erede del nobile Antonio Turco.  Nel 1469, l'imperatore Federico III d'Asburgo, investì i figli di Giovanni (Paolo, Gaspare, Giorgio e Sebastiano) della parte del feudo di Frinco che loro spettava e del feudo di Variglie, con il titolo di marchesi. Nel 1488 i loro cugini (Lodovico, Antoniotto, Domenico e Gabriele), ottennero anch'essi l'investitura per altri diritti feudali che avevano da poco acquistato in Frinco da Antonio Romagnano, al quale li aveva ceduti, nel 1470, Andrea Turco.  Il feudo di Frinco era un'estesa signoria territoriale sulla quale, dal 1487, la famiglia ebbe il diritto di battere moneta per concessione imperiale.
La famiglia fiorì e si suddivise in diversi rami, molti dei quali oggi estinti, e godette anche dei feudi di Montalero, Isolabella, Moransengo, Valfenera, Montaldo; si ricordano Monsignor Filippo (1709†1761), eletto Vescovo di Fossano nel 1755, il Monsignor Giacinto, Canonico a Vercelli, il Monsignor Francesco Maria che da ultimo fu dal 1707 Vicario Generale del Vescovo di Casale, il Reverendo Padre Francesco Maria (†1774), chierico regolare teatino, eletto alla carica di Prevosto Generale nel 1762 dopo essere stato a lungo penitenziere nel Duomo di Milano ed aver scritto pregevoli trattati teologici, Barbara (morta dopo il 1620) che dopo esser rimasta vedova in primi voti del conte Cocastelli e in secondi del conte Raschieri, si consacrò alla regola cappuccina, fondando il Monastero di S. Chiara, seguita nell’alta vocazione dalle nipoti Violante, Margherita e Maria Mazzetti.

### I Mazzetti a Roma
Alla fine del XVI secolo, un ramo della famiglia Mazzetti si trasferì con Don Giovanni Battista ed il fratello Ettore a Roma, ove acquistarono una casa nel rione Sant'Eustachio. Fin dal loro arrivo i Mazzetti si dedicarono al servizio della Chiesa, sia nello stato ecclesiastico che nelle magistrature cittadine.
- Don Francesco Mazzetti, (nato il 4 ottobre del 1639), fu priore dei Caporioni e organizzò numerosi spettacoli teatrali e di marionette sotto il pontificato di papa Innocenzo XI.
- Il monsignor Paolo, Prelato domestico nel 1713.
- Don Giovanni Battista (nato il 17 luglio 1713), ricevette nel 1747 da papa Benedetto XIV il titolo di conte di Piavola e marchese di Serra, località nella campagna presso l'odierna Mercato Saraceno. Il beneficio era stato sollecitato dal cardinale Giovanni Battista Guerra, vescovo della diocesi di Sarsina e Bertinoro.
- Il monsignor Francesco nato nel 1753, anch'egli prelato domestico nel 1784 e addetto in Segreteria di Stato sotto il papa Pio VI.

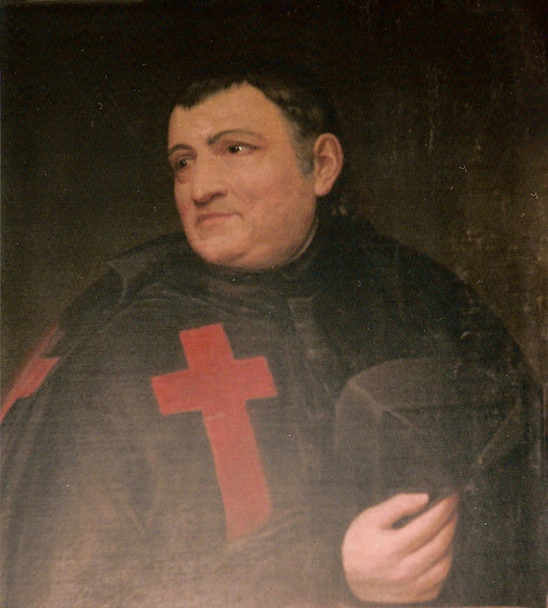
Ritratto di Padre Giacomo Mazzetti, Generale dell'Ordine dei Ministri per gli infermi

- Don Angelo Mazzetti, (24 ottobre 1757 - 24 gennaio 1833), figlio primogenito di Giovanni Battista e di Rosa dei conti Andreani) fu membro di molte importanti confraternite (tra cui quella "delle Sacre Stimmate e Buona Morte") e fu camerlengo della "Nobile Arciconfraternita del Suffragio" durante l'occupazione napoleonica e nella sede della confraternita, la chiesa di Santa Maria del Suffragio, ottenne il patronato della cappella del Crocifisso, dove furono sepolti lui e i suoi discendenti.  Fondò, inoltre, la biblioteca di famiglia e fece dono di numerosi immobili all'ospedale di Santo Spirito in Sassia. Conobbe san Gaspare del Bufalo e san Vincenzo Pallotti, che ne accompagnò il rito funebre e ne firmò il testamento e in seguito divenne santo patrono della famiglia insieme a san Camillo de Lellis.
- I fratelli di Angelo, Luigi (nato il 23 giugno del 1767) e Giacomo (11 novembre 1772 - 13 marzo 1833),  erano entrati a far parte dell'ordine dei Camilliani nell'ambito del quale furono nominati a cariche importanti da papa Leone XIII (Luigi come "maestro dei novizi", "preposto per la provincia romana" e "consultore generale" e Giacomo come "consultore della provincia romana", "consultore generale" e dal 1826 al 1828 guidò l'ordine come vicario generale, a causa della prematura scomparsa del superiore generale P. Francone). Entrambi furono rettori della chiesa della Maddalena nel rione di Sant'Eustachio, nella quale sono conservati i loro ritratti, all'interno della sala del Capitolo.
- Don Camillo Mazzetti (12 dicembre 1783 - 5 aprile 1846), figlio di Angelo e di Teresa dei conti Cacciavillani, fu centurione della Milizia Pontificia Urbana, ottenne nel 1836 il titolo di Patrizio della Repubblica di San Marino e fu insignito nel 1842 da papa Gregorio XVI del titolo di marchese di Pietralata. Questa era una vasta tenuta della campagna romana sita tra la via Tiburtina e la via Nomentana, da lungo tempo di proprietà della famiglia. Morì senza figli, nonostante i quattro matrimoni, nella sua villa di San Giovanni a Teduccio e fu sepolto nella chiesa di Santa Brigida di Napoli.
- Il fratello Don Giovanni Battista (15 ottobre 1793 - 1858), cadetto della Guardia Nobile pontificia, ne ereditò il titolo come II marchese di Pietralata. A lui si deve l'edificazione del moderno palazzo di famiglia. Alla sua morte i quattro figli maschi, Giacomo, Giuseppe, Vincenzo (questi ultimi due oggi estinti) ed Odoardo, diedero vita a diversi rami della famiglia: Giacomo a quello “del marchese” e Giuseppe a quello “di Montecatini”.
- Don Giacomo Mazzetti, (17 novembre 1890 - 1957), figlio di Don Camillo e di Maria Carmine dei Marchesi Rocchi, V marchese di Pietralata, fu cavaliere dell'Ordine dei Santi Maurizio e Lazzaro, Commendatore della Corona d'Italia, Moschettiere del Duce ed ufficiale superiore di artiglieria marittima in s.p.e., partecipando a numerose campagne militari, durante la Grande Guerra, la guerra d'Africa e la guerra civile in Spagna, dove subì una grave mutilazione. In virtù dei diversi atti di eroismo sul campo di battaglia fu decorato al valor militare con la medaglia d'argento e ricevette, inoltre, quattro croci al merito e la stella coloniale, sposò Maria dei conti Manassei, senza peraltro lasciare discendenza mascolina.

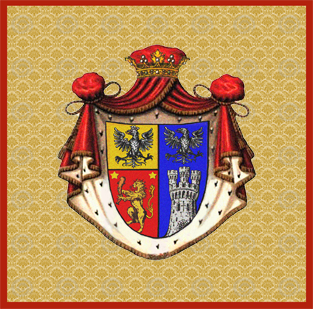
Arma ed insegne del casato

Gli attuali rappresentanti della famiglia, perciò, discendono in massima parte dai fratelli e sorelle di Don Giacomo:
- Donna Virginia (20 agosto 1888), che sposò il G.U. Ammiraglio Giorgio Leonardi figlio dell'illustrissimo Francesco Leonardi (1840-1911) che come capo della divisione di polizia giudiziaria e amministrativa ricoprì una carica che equivale al rango di vicario;
- Donna Giulia (1893);
- Don Mario (1896-1964)  sposo' Etna Michelini Skus (1900-1997), da cui nacque a Roma un'unica figlia: Maria Luisa (29 gennaio 1922 - 21 settembre 2018) sposata  con Gabriele Stagni di Bologna (1912-1997);
- Donna Beatrice, nata a Roma il 23 novembre 1898, sposò il professor Salvatore Rebecchini, ingegnere e Sindaco di Roma dal 1947 al 1956;
- Don Luigi (1901-1950), da cui il Marchese Don Giovanni Battista (n. 26 luglio 1937+29 marzo 2016), da cui Don Luigi (27 agosto 1962) che attualmente rappresenta la famiglia come VII Marchese di Pietralata;
- Donna Emilia (7 maggio 1903);
- Don Alessandro (5 agosto 1906 - 10 novembre 1948) fu ufficiale superiore della Marina Reale con il grado di capitano di corvetta, decorato al valore militare, partecipò come Giacomo alla campagna di Libia, d'Africa, di Spagna ed infine a quella del '40-43, durante le quali, in virtù dei diversi atti di eroismo sul campo di battaglia, fu decorato con 3 croci al merito e la Stella Coloniale ed inoltre fu tra i comandanti della nave-scuola Amerigo Vespucci;

Il Palazzo Mazzetti in piazza Rondanini a Roma

- Don Valerio (1910 - 1981) fu ingegnere civile, progettando numerosi edifici in Roma e dirigendone altresì i lavori di costruzione. Sposò Maria Teresa d'Avack, sorella di quel Pietro Agostino d'Avack, insigne giurista romano, che fu avvocato e professore di Diritto Canonico presso l'Università La Sapienza in Roma e da ultimo, presso il medesimo ateneo dal 1967 al 1973, Magnifico Rettore. Figli: Camillo, dottore in economia e commercio, sp. Luisella Pacelli; Alberto, dottore in giurisprudenza, giornalista, sp. Jadranka Domic; Carlo,  professore ordinario di ingegneria elettrica presso l'Università La Sapienza di Roma, sp. Isabella Lesti Quinzio Belardini.
- Don Fabrizio (1914-1984), sposò Maria Luigia Moneti (1918-1992). Figli: Anna Maria, Stefania, Letizia, Emanuela, Alessandro, Edoardo.

### Edifici e proprietà
La famiglia ha posseduto storicamente alcuni importanti edifici a Roma, il più rilevante fra essi è senz'altro il palazzo Mazzetti di Pietralata in piazza Rondanini, ma non trascurabili per pregio sono certamente il Palazzo Corsini-Mazzetti in piazza della Maddalena, il Palazzo Boccapaduli alle Coppelle, il  palazzo Mazzetti in piazza Navona, con prospetto principale su piazza di Tor Sanguigna, ove prese dimora Camillo e la sua discendenza, il Palazzo Montecatini in via Montecatini, ove prese dimora Giuseppe e la sua discendenza, il castello di Guadamello ed il casale turrito di Pietralata.
La famiglia fu, inoltre,  fra i maggiori proprietari terrieri dell’Urbe: nel corso dei secoli acquistò numerose proprietà fondiarie nella campagna romana e nell’agro romano: Pietralata, Santa Rufina, Farnesina, Tor Vergata, Bufalotta, Tor di Quinto, Vitinia, Monte Becco e Caprarecce nel territorio di Sacrofano, Castel di Decima, Fossanova.